# Johan Garmann (1583-1651)
 Der er flere personer med dette navn, se Johan Garmann.
Johan Garmann (født ca. 1580 i Haderslev, død 7. februar 1651 i Kongsberg) var en dansk rådsmand, landkommissær, borgmester i Haderslev, faktor ved Sølvværket i Kongsberg, og senere købmand i Bragernes. Han var måske en illegitim søn af Frederik 2., da han i 1628 kom til Norge med et lejdebrev bevilget af hans "halvbroder", Kong Christian 4.
Han er derudover stamfader til den norske slægt Garmann (afledt af gaarmand).

## Biografi
Johan Garmann blev født i Haderslev, hvor han senere også blev borgmester samt rådsmand. Garmann måtte, på grund af det kejserliges indfald i Danmark under Wallenstein i året 1627, forlade landet. Med sin familie drog han da til Malmø, hvor han under sit ophold den 10. januar 1628 erholdt en kgl. tilladelse til med hustru, børn og "svoger" samt skib og gods at rejse til Christiania eller andetsteds i Norge, hvor han ønskede at bosætte sig. Kort efter har han da formodentlig også begivet sig på rejsen til Norge, hvor han tog borgerskab som handelsmand i Christiania og bosatte sig i Bregernes, der vistnok allerede på denne tid nærmest betragtedes som en filial af Christiania.

### Lejdebrevet
Den primære kilde og grundlag for Garmanns kongelige herkomst består af det lejdebrev, som blev bevilget af Christian 4.
Garmann kom til Norge med et lejdebrev (forpligtelse fra en magtindehaver, som sikrer en persons adgang til at rejse frit, og uden påførsel af skade) af 10. januar 1628 fra sin "halvbror" Christian 4. Han forlod Danmark som følge af Wallensteins udplyndring af Jylland i år 1627. Han drog med sin familie til Norge via Malmø, hvor han fik kongelig tilladelse til, med kone, børn og svoger samt skibe og varer, at rejse til Oslo eller andre steder i Norge, hvor han ønskede at bosætte sig.

### Moder
Hvem Johan Garmanns moder er vides ikke. Frederik 2. havde en ungdomsromance med Anne Hardenberg, og hun kunne være moderen. Dette er dog usandsynligt, da Frederik 2. i 1571 blev forlovet med Sophie af Mecklenburg, Johan Garmann skønnes at være født i 1583.
Johan Garmanns moder kunne også være en dame ved navn Magdalena Davidsdatter Garmann, kaldet "Magdalene med Hanken". Dette kunne forklare, hvordan Johan Garmann fik sit efternavn. Hun var datter David Garmann af slægten Garmann. På familien Garmann's gods, Mjeldegodset, hænger der et maleri af denne Magdalena, som, ifølge traditionen, kaldes "Magdalene med Hanken", da hun skal have været afsat "til venstre hånd" med en af de dansk-norske konger, Frederik. Magdalena bliver født i 1557, det kan derfor ikke havde været Frederik 2.s farfar Frederik 1., som hun var venstre hånd til, da han dør i 1533. Magdalena Garmann blev ifølge historien tildelt Mjeldegodset, Sandvigen og Damsgård af Kong Frederik (2.).

### Kongsberg
Garmann blev hurtigt en del af en kreds af handelsmænd og blev hurtigt efter sin ankomst faktor eller providitør ved Kongsberg Sølvværk. Han må have været en mand af midler, da der er en rekord af ham, der køber 45 eksemplarer af rent sølv (ca. 4,7 kg) fra Kongsberg-minen i Norge, hvor han var aktionær. Han var faktisk den 5. største køber, Kong Christian 4. (hans halvbror) var den største.
I senere kvitteringer og manufakturer kaldte Johan Garmann sig selv for Johan Garmann "Den ældre", for ikke at forveksle ham med hans søn.

## Familie
Johan Garmann var allerede gift mange år, før han bosatte sig i Norge, antagelig omkring 1608. Hans Hustru Boel Hermansdatter Reiminch (d. 1657), datter af apoteker i Kolding Herman Reiminch (d. 1598) og Margrethe Wilhelmsdatter Schumacher (d. 1635).
De fik sammen børnene:
1. Anneken/Annechen Garmann (1605-?), gift i 1630 med en skovinspektør og leder af Kongens fabrik; Frederik Bøyesen til Foss (d. 1679).[10]
2. Johan Garmann (1608-1673), gift 1. gang m. Maren Willumsdatter Dop. Gift 2. gang m. Margrethe Jespersdatter.
3. Herman Johansen Garmann (1612-1674), gift 1. gang m. Catrine Ludvigsdatter Munthe.[10] 2. gang m. Margrethe Andersdatter Buch.[11]